# Schokkverliebt
Schokkverliebt (Eigenschreibweise: SchoKKverliebt) ist ein deutsches Partyschlagerduo bestehend aus der Pornodarstellerin Mia Julia Brückner und der Partyschlagersängerin Frenzy Blitz.

## Geschichte
Mia Julia Brückner und Frenzy Blitz hatten sich nach Karrieren in anderen Berufsfeldern, im Falle von Mia Julia Brückner in der Pornoindustrie, im Falle von Frenzy als Choreografin, als Partyschlagersängerinnen einen Namen gemacht. Die beiden spielten gemeinsam diverse Auftritte und veröffentlichten 2019 die gemeinsame Single Wir sind wir (Mallorcastyle).
2020 gründeten die beiden das Duo Schokkverliebt, nachdem sie während der COVID-19-Pandemie keine Liveauftritte mehr absolvieren durften. Die Idee kam durch ihre beiden Manager Peter Brückner und Stefan Harder von nextBird, die das Projekt mit ihnen gemeinsam planten.
Zu Beginn veröffentlichte das Duo die Singles Brave Mädchen, Gönn dir und Enrico. Letzteren Song spielten sie im ZDF-Fernsehgarten. Statt der üblichen Konzerte auf dem Ballermann oder anderen Lokalitäten spielten die beiden anschließend Konzerte in den während der Corona-Pandemie beliebten Autokinos oder nach anderen Hygienekonzepten.
Am 4. September 2020 erschien mit Porno! das Debütalbum des Duos über das Label Universal Music Group. Der Albumtitel spielt auch auf Mia Julias Vergangenheit als Pornodarstellerin als Mia Magma an, stehe laut Mia Julia aber auch dafür, dass sie „provokant, laut und sexy“ seien. Das Album erreichte Platz 33 der deutschen Albencharts.

## Stil
Musikalisch handelt es sich um etwas härteren Partyschlager mit expliziten, provokanten und zweideutigen Texten, die sich häufig um Sex drehen. 

## Diskografie
Alben
- 2020: Porno! (Universal Music Group)

Singles
- 2020: Brave Mädchen
- 2020: Gönn dir
- 2020: Enrico